# Fabrice Bellard
Pour les articles homonymes, voir Bellard.
 (avril 2023).
Fabrice Bellard, né en 1972 à Grenoble, est un programmeur informatique français. Il est connu pour être le développeur de l'émulateur QEMU, du logiciel FFmpeg et du compilateur Tiny C Compiler. 

## Biographie
Il étudie au lycée Joffre de Montpellier, où il crée un programme largement connu, le compresseur d'exécutable LZEXE, en 1989.
Il est ensuite diplômé de l'École polytechnique (promotion X 1993) et de l'École nationale supérieure des télécommunications en 1998.
Bellard est le premier développeur de l'utilitaire et des bibliothèques FFmpeg qui sert à manipuler les flux audio/vidéo.
Il décroche (temporairement) le record mondial du plus lointain bit fractionnaire du nombre π le 22 septembre 1997, en améliorant la formule BBP.
Il travaille à partir de 1998 pour la société Netgem.
En 2011, il crée un émulateur de PC (minimal) écrit en JavaScript, qui permet de lancer un mini noyau Linux et sa console directement depuis un navigateur web. Il le publie sur son site web le 14 mai 2011. Ce programme émule un processeur 32-bit x86, un contrôleur programmable 8259, un timer 8254 programmable et un UART 16450.
En juillet 2011, il remporte un « O'Reilly Open Source Award » pour l'émulateur QEMU.
En septembre 2012, il crée avec Franck Spinelli, autre ancien de Netgem, l'entreprise Amarisoft qui commercialise le logiciel LTEENB, permettant de mettre en place un eNode B (station de base LTE) avec un PC standard.
En juillet 2019, il publie QuickJS, un moteur JavaScript écrit en C.
En 2021, il publie le projet NNCP (Lossless Data Compression with Neural Networks), algorithme de compression basé sur des réseaux de neurones. Cette solution se classe première lors d'un comparatif de compression de grand texte devant des centaines d'autres algorithmes.
En 2023, il est nommé membre d'honneur de la Société Informatique de France.

## Œuvres
Fabrice Bellard est le développeur principal de :
- Le logiciel de conversion et de traitement multimédia FFmpeg dont il est le créateur.
- L'émulateur QEMU, qui permet d'émuler diverses architectures matérielles : x86, PowerPC, RISC-V, ARM, Loongson, Xtensa, SPARC, Alpha, CRIS, m68k, Microblaze, MIPS, s390 et SuperH permettant d'exécuter divers systèmes d'exploitation tels que GNU/Linux, Windows, Mac OS X, Solaris et GNU sur d'autres architectures matérielles que celle d'origine.
- Tiny C Compiler (tcc), compilateur C, petit, mais complet ; à l'origine, il a été écrit pour gagner le concours humoristique « International Obfuscated C Code Contest » (concours du code le plus obscur en langage C).
- TinyEMU, autrefois appelé riscvemu, un émulateur RISC-V (RV32/RV64/RV128) et x86, notamment utilisé pour le port d'Haïku sur l'architecture RISC-V.
- JSLinux, une machine virtuelle permettant d'émuler un système Linux dans une VM WASM/HTML5, il permet d'exécuter un système utilisant l'architecture RISC-V et x86 via TinyEMU.

Il s'était fait connaître en France dès la classe de seconde via le serveur Vidéotex Buster (dédié au téléchargement de logiciels freewares via Minitel) par son utilitaire sous DOS nommé LZEXE qui comprimait un exécutable en le précédant du code qui le décompressait au chargement. Dans les années 80 où l'espace disque restait rare et cher, ce logiciel a eu du succès. Il fut d'ailleurs une époque où cinq logiciels de ce jeune développeur, dont LZEXE, occupaient les cinq premières places du hit-parade[réf. souhaitée] des téléchargements de Buster.

## Record de calcul des décimales de Pi
Le 31 décembre 2009, Fabrice Bellard publie sur son site web personnel son nouveau record de calcul des décimales de Pi,.
Ce record de (presque) 2 700 milliards de décimales du nombre π bat l'ancien record de Daisuke Takahashi (en) (2 577 milliards de décimales).
Fabrice Bellard a établi ce record avec un ordinateur personnel de moins de 3 000 €, :
- processeur Intel Core i7 CPU fréquence 2,93 GHz ;
- 6 Gio de RAM
- 7,5 Tio de disque dur (5 disques 1,5 Tio Seagate Barracuda 7200.11 en RAID 0)
- Distribution Linux 64 bit Red Hat Fedora 10

Le temps total d'utilisation de l'ordinateur s'est réparti sur un total de 131 jours (calculs et vérifications compris).